# Поле, Эрнест
Эрнест Поле (латыш. Ernests Pole; 8 октября 1872, Бирзниеки, ныне Лутриньская волость Салдусского края — 25 февраля 1914, Рига) — латвийский архитектор.
Родился в крестьянской семье. Учился в школе в Салдусе, затем окончил в 1892 году Прибалтийскую учительскую семинарию в Гольдингене. В 1892—1901 гг. работал школьным учителем и органистом в Либаве. В 1901 г. сдал экстерном экзамены в Аренсбургской гимназии. В 1901—1903 гг. учился в Новоалександрийском институте сельского хозяйства и лесоводства, затем в 1904—1908 гг. в Рижском политехникуме на отделении архитектуры. Стажировался в архитектурном бюро Константина Пекшена.
За свою короткую профессиональную карьеру Поле успел выполнить 37 проектов многоэтажных домов в Риге. Среди наиболее значительных — здание Рижского латышского общества (улица Меркеля, 13; в соавторстве с Э. Лаубе), здание Четвёртого Рижского общества взаимного кредита (улица Бривибас, 38, угол улицы Элизабетес), а также не сохранившееся здание Пятого Вселатвийского праздника песни и танца.